# Требијантико (Пезаро и Урбино)
Требијантико је насеље у Италији у округу Пезаро и Урбино, региону Марке.
Према процени из 2011. у насељу је живело 194 становника. Насеље се налази на надморској висини од 80 м.